# Музей Євгена Коновальця
Музей Євгена Коновальця — історико-меморіальний музей полковника Євгена Коновальця у селі Зашкові Жовківського району Львівської області

## Історія
Музей відкрито з ініціативи Товариства української мови 23 травня 1990 року на громадських засадах.
З нагоди 100-річчя від народження Євгена Коновальця 14 червня 1991 року перед Музеєм встановлено пам'ятник, що його створили скульптор Роман Романович та архітектор Валерій Потюк
У ніч з 9 на 10 липня того ж року пам'ятник Є. Коновальцю висадили в повітря невідомі. Пам'ятник відновили у бронзі 8 грудня 1991 року. Залишки першого понівеченого пам'ятника експонуються на подвір'ї Музею-садиби.
1 березня 1993 року Музей Є. Коновальця отримав статус державного і став відділом Львівського історичного музею.

## Експозиція музею
Експозиція Музею розташована в чотирьох кімнатах родинного будинку Коновальців. Період дитинства та юнацтва майбутнього військовика представлений у першій з них. Євген Коновалець народився в родині директора місцевої народної школи Михайла Коновальця і вчительки Марії Сороки з роду Венгриновських. Дідусь Євгена о. Михайло і прадід о. Скоробагатий були в селі Зашкові греко-католицькими священиками. Перед родинним будинком — розлогі столітні дуби, посаджені батьком Є. Коновальця на честь своїх трьох синів: Євгена, Степана та Мирона. Є. Коновалець народився і постійно жив у цій садибі у 1891—1901 роках та приїздив у наступні роки.
Друга кімната висвітлює військову діяльність Коновальця. Матеріали третьої кімнати розповідають про заснування і керівництво УВО й ОУН, боротьбу в підпіллі, трагічну загибель Є. Коновальця.
В експозиції Музею можна побачити предмети з родинного будинку сім'ї Є. Коновальця: образ Святої Терези, серветку, вишиту руками матері, крісло батька. Зібрано численні документи, фотоматеріали та інші речі, безпосередньо пов'язані з Коновальцем. Завершальним акцентом у Музеї є експонування численних матеріалів, присвячених увічненню світової пам'яті незабутнього сина України.
Музей щорічно 23 травня та 14 червня, на річниці загибелі та народження, проводить ювілейні заходи на пошанування пам'яті командира Корпусу СС, засновника УВО та ОУН, українського патріота полковника Євгена Коновальця.

## Відвідування
Вартість вхідних квитків
Для дітей — 30 грн:
Для дорослих — 50 грн.
Час роботи
10:00-18:00, неділя 10:00-17:00

## Контакти
Львівська область: Жовківський район: село Зашків: вул. Є. Коновальця, 312